# 소말릴란드의 코로나19 범유행
다음은 소말릴란드의 코로나19 범유행에 대한 글이다.

## 연혁

### 3월
3월 31일, 소말릴란드 보건부는 소말릴란드의 두 명의 첫 확진자가 발생했다는 것을 발표하였다. 이 두 사람은 보건부에 의해 격리되었고, 검사를 위해 DNA를 해외로 보낸 세 명의 사람 중에 있었다.

## 예방
소말릴란드는 학교에 휴교령을 내렸고, 사교행사와 모임은 금지되었으며, 항공편과 여행이 제한되었다. 중국, 이란, 이탈리아, 프랑스, 케냐, 소말리아, 한국, 스페인에서 온 사람들과 비행기 탑승이 금지되었다. 까트를 씹는 곳은 폐쇄 명령을 받았고, 이슬람 사원에 대한 특별 지침이 내려졌다.

## 같이 보기
- 아프리카의 코로나19 범유행
- 나라별 코로나19 범유행